# Burlington (Illinois)
Burlington es una villa ubicada en el condado de Kane en el estado estadounidense de Illinois. En el Censo de 2010 tenía una población de 618 habitantes y una densidad poblacional de 33,38 personas por km².

## Geografía
Burlington se encuentra ubicada en las coordenadas 42°3′10″N 88°34′11″O / 42.05278, -88.56972. Según la Oficina del Censo de los Estados Unidos, Burlington tiene una superficie total de 18,51 km², de la cual 18,51 km² corresponden a tierra firme y (0%) 0 km² es agua.

## Demografía
Según el censo de 2010, había 618 personas residiendo en Burlington. La densidad de población era de 33,38 hab./km². De los 618 habitantes, Burlington estaba compuesto por el 98,54% blancos, el 0% eran afroamericanos, el 0% eran amerindios, el 0,81% eran asiáticos, el 0% eran isleños del Pacífico, el 0,16% eran de otras razas y el 0,49% pertenecían a dos o más razas. Del total de la población el 4,37% eran hispanos o latinos de cualquier raza.